# 日

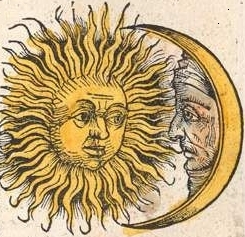
太陽と月、ハルトマン・シェーデル『ニュルンベルク年代記』1493年

日（にち、ひ、か、羅: dies、英: day, 仏: jour, 西: día）は、一昼夜のあいだ。また、それを単位として数えるための語（概念）。

## 概要
日本語では、単独では「ひ」、漢語の数詞に続く場合は「にち」、和語の数詞に続く場合は「か」と読む（「よん」、また場合によっては「なな」は漢語数詞のように扱う）。
大和言葉での「ひ」と「か」の使い分けは、「一日」（ひとひ）、「二日」（ふつか）、「三日」（みか）、「四日」（よか）、「五日」（いつか）、「十日」（とをか）、「二十日」（はつか）、「三十日」（みそか）のように単数の日は「ひ」、複数の日は「か」が用いられる。
元々「1日」というのは地上から見た太陽の周期的な動き（および、それにともなう空や地上の周期的な明暗の変化）を元にした時の捉え方であって、人類に普遍的な捉え方であり、どの文明においても、用いられてきた。
ただし「1日」と言っても（現代の）天文学には様々な時刻系があり、太陽時、平均太陽時、世界時（UT）、恒星時、暦表時（ET）ではそれぞれ長さが異なっている。例えば、時間の単位としての日（単位記号：d）と、暦日（平均太陽日又は「一日の長さ（LOD:Length of Day）」とは、その時間間隔が異なる。

## 一日の始まり
日界（一日の始まりの時刻）をどの時点とするかは、歴史的、文化的に様々である。一般の人びとが特定の時刻を日界と意識するようになったのは、15世紀に機械時計が発明され、ヨーロッパの都市などで広場などに大時計を設置し都市の住民がその針の動きを見られるようになってからである。
- 正子：現代の世界で標準的に使われる時間体系では、日界は、正子、すなわち0時とすることが普通である。これを常用時または市民時 (en:civil time) という。
- 夜明け：太陽が上ってくる夜明けを一日の始まりとすることは自然であり、かつて様々な文明でそのように意識されていた。
- 正午：天文学では、天文観測の記録の便から、1925年まで、正午（昼の12時）を日界とする天文時 (en:astronomical time) を用いていた。これはクラウディオス・プトレマイオスの創始によるものである[注 2]。1925年以降は、ユリウス通日（正午を始まりとする）を除いては、天文学でも常用時を用いている。
- 日没時：太陰暦では、一月（ひとつき）の始まりを日没時に見える新月（三日月状の細い月）が観測される時点としていたので、日界は必然的に日没時となる[3]。イスラム暦やユダヤ暦で用いられ、キリスト教の教会暦も、このユダヤ暦を継承している。例えばクリスマスの一日は、常用時での12月24日の日没時に始まり、常用時での12月25日の日没時に終わる。したがって、クリスマス・イブとは、「クリスマスの前日の夜」ではなく、正に「クリスマスの夜」である（クリスマス・イヴ#日付の図も参照）。
- 深夜（未明）：テレビ番組などの放送時刻において、正子過ぎの時刻を前日の時刻として表記する場合がある（例:「5日午前2時」の場合「4日26時」）。つまり番組表などでは、一日の始まりが常用時より3〜5時間程度遅いということになる。NHKでは、実際に放送される日時を暦どおりに表記することを第一としつつ、午前4時までの場合は、前日の深夜であることを補助情報として表記する（例:「5日午前1時」の場合、「4日深夜」と付記する）ことが望ましいとしている[4]。
- 午前6時：30時間制では、この時刻を日界としている。

## 時間の単位としての日
歴史的には、太陽日の長さが、日の長さであった。その後、均時差が発見されて太陽日が季節によって変化することがわかったので、太陽日を1年間にわたって平均した平均太陽日が1日の定義となった。1956年までは「日」があらかじめ（絶対のものとして）定まっていることによって、それを24分割して「時」が得られ、「時」を60分割して「分」が得られ、「分」を60分割して「秒」が得られる と理解され、時計もそう調整されていた。
しかし、20世紀なかばごろ、わずかではあるが地球の自転が徐々に遅くなっている（1日の時間が徐々に延びている。1世紀に平均1.8秒ほど長くなっている。）ということが知られるようになり、1956年の国際度量衡委員会 (International Committee for Weights and Measures, CIPM) で、平均太陽時とも地球の自転とも無関係な秒を定め、秒を基にして他の時間単位を定めることにした。これによって、「日によって秒を定める」から「秒によって日を定める」へと変化し、時間単位の定義と従属との関係が逆転した。
その結果、現代の計量単位系においては「秒 (s)」が時間の基本単位となっており、日は秒に換算して位置付けている（1日＝24時間、1時間＝60分、1分＝60秒）ので、単純な掛け算によって、1日 = 24時間 = 1440分 = 86400秒とされる。
「日」は国際単位系 (SI) では、分や時などとともに、SI併用単位（SIと併用できる非SI単位）の一つである。「日」の単位記号は「d」である。
ただし、日本の計量法体系では、「日」は時間の単位とは定義されておらず、暦の単位として位置づけられている。すなわち、計量法における時間の単位は、10の整数乗倍のものを除いては、秒・分・時だけである。日・週・月・年は暦の単位であり、計量法における単位の使用規制の対象外である。したがって、暦の単位として「日（単位：d）」を取引または証明に用いることは可能である。

## 暦日
暦日（れきじつ、calendar day）は、常用時にしたがった、正子 から正子までの時間間隔である。暦日をしばしば単に「日」と呼ぶ。
また、1か月の中での暦日の順序を「数字 + 日」で表す（例: 6月18日）。読みは時間の単位としての場合と変わらないが、「1日」のみ（「いちにち」とは読まず）「ついたち」と読む。これは元来「月立ち」（月初め）の意味で、「1日」とは無関係な語源の熟字訓である。ただし古くは「ひとひ」とも読んだ。

### 暦日の長さ（LOD:Length of Day）
暦日の長さ（ここでは、SIが定義する86400秒ではなく、実際の日の長さ、すなわち平均太陽日）は常識的には「正確に24時間 = 正確に86400秒」と認識されることが多いが、実際の暦日の長さはこれとは微妙に異なる。

1962年から2021年までのLODの変動（緑線が一日の長さから86 400秒を差し引いたものの365日移動平均）

20世紀前半には、歴史的な天文記録の精査や水晶時計の発明により、平均太陽日が徐々に長くなっていることが発見された。その原因は、潮汐摩擦による地球の自転速度の低下である。
このため、秒の定義を地球の自転よりも変動が少ない公転に求めることとし、1956年の国際度量衡委員会(International Committee for Weights and Measures, CIPM)で、平均太陽時とも地球の自転とも無関係な、地球の公転に基づく新たな秒の定義が定められた。すなわち1900年1月0日の12時（日本時間で1899年12月31日21時）から1太陽年の時間間隔の 1/31556925.9747 が1秒と改められ、1960年の国際度量衡総会で決議された。それまでは1秒が1/86400日と定義されていたのだが、これ以降は（単位としての）1日が86400秒と定義されることとなった（ただし、実際の「日の長さ」（LOD）は、前述のとおり、86400秒ではない）。
暦日の長さ（LOD:Length of Day）は、日々によって異なるが、2011年-2012年には年平均で、約86400.001秒から約86400.002秒程度である。すなわち、86400秒と比べて、1 ms - 2 ms程度長い。この1 ms - 2 ms程度の差の存在が閏秒を挿入する理由である。詳細は閏秒、地球の自転を参照。
- 閏秒の挿入または削除。閏秒が挿入された日の暦日は「24時間0分1秒 = 86401秒」となる。

上記の、変動する「暦日の長さ（LOD）」に対して、時間の単位としての「日(d)」は常に正確に「86400秒 = 24時間」である。

### 自転周期との関係
地球の公転により地球と太陽の位置関係が変わるため、1日の長さ（LOD）と地球の自転周期は異なる。しかし自転周期は、「太陽の代わりに恒星を基準にした1日」と解釈することもでき、そう考えた場合には恒星日と呼ぶ。
現在の地球の自転周期は約23時間56分4.01秒である。自転周期と1日との差は10分弱だが、それと1日との比は、地球の自転周期と公転周期の比に等しい。

## 日と暦との関係
天文学的に規定された時間の単位のうち、太陽の動きを基準とした「日」は、目で見てわかる最小のものである。月の動きを基準とした月や、季節の流れを基準とした年も、暦では日の整数倍の長さとされる。また、日を分割して時間や分、秒といった単位も作られた。
- (単位としての)1日(d) = 24時間 = 1440分 = 正確に 86400秒
- 暦において、1日は0時から24時までである。
- 1週間は7日である。
- 1か月は28日 - 31日である。
- 1年は365日（ただし閏年は366日）であり、広く使われているグレゴリオ暦では、平均すると正確に365.2425日である。

## 一般の天体の1日
地球以外の天体や、地球でもはるかな過去（あるいははるかな未来）については、通常、その天体の平均太陽日（あるいは太陽日）をその天体の1日とする。言い換えれば、太陽の（平均）南中周期に等しい。
自転周期 t と公転周期 T からは、
{\displaystyle {\frac {Tt}{|T-t|}}}
で計算できる。ただし、衛星の場合は、衛星の自転周期と、母惑星の公転周期を使う。太陽の方向は、衛星の公転ではなく惑星の公転により変化するからである。

## 日の称の由来
東南海の外の羲和が十日を生んだことに因んで炎帝の時より暦法官を日官と称し、その十日族の子孫を日と称す。
- 『山海経』‐大荒西経「東南海之外，甘水之間，有羲和之國，有女子曰羲和，羲和者帝夋之妻，生十日」
- 『山海経』‐海外東経「湯谷上有扶桑，十日所浴」
- 『春秋左氏伝』‐桓公「天子有日官，諸侯有日御」
- 『荘子』‐「昔者十日並出，萬物皆照」
- 『淮南子』‐「武王伐紂，當戰之時，十日亂於上」
- 『史記』‐五帝本紀「堯乃命羲、和，敬順昊天，數法日月星辰，敬授民時，分命羲仲居嵎夷曰：暘谷，敬道日出，便程東作，日中星鳥，以殷中春，其民析，鳥獸字微。申命羲叔居南交，便程南為，敬致，日永星火，以正中夏，其民因，鳥獸希革。申命和仲居西土曰：昧谷，敬道日入，便程西成，夜中星虚，以正中秋，其民夷易，鳥獸毛毨。申命和叔居北方曰：幽都，便在伏物，日短星昴，以正中冬，其民燠，鳥獸氄毛。歳三百六十六日，以閏月正四時，信飭百官，衆功皆興」

## 符号位置
Unicodeには全角幅の「1日」-「31日」が以下のコードポイントに定められている。
| 記号 | Unicode | JIS X 0213 | 文字参照          | 名称 |
| ---- | ------- | ---------- | ----------------- | ---- |
| ㏠   | U+33E0  | -          | &#x33E0; &#13280; | 1日  |
| ㏡   | U+33E1  | -          | &#x33E1; &#13281; | 2日  |
| ㏢   | U+33E2  | -          | &#x33E2; &#13282; | 3日  |
| ㏣   | U+33E3  | -          | &#x33E3; &#13283; | 4日  |
| ㏤   | U+33E4  | -          | &#x33E4; &#13284; | 5日  |
| ㏥   | U+33E5  | -          | &#x33E5; &#13285; | 6日  |
| ㏦   | U+33E6  | -          | &#x33E6; &#13286; | 7日  |
| ㏧   | U+33E7  | -          | &#x33E7; &#13287; | 8日  |
| ㏨   | U+33E8  | -          | &#x33E8; &#13288; | 9日  |
| ㏩   | U+33E9  | -          | &#x33E9; &#13289; | 10日 |
| ㏪   | U+33EA  | -          | &#x33EA; &#13290; | 11日 |
| ㏫   | U+33EB  | -          | &#x33EB; &#13291; | 12日 |
| ㏬   | U+33EC  | -          | &#x33EC; &#13292; | 13日 |
| ㏭   | U+33ED  | -          | &#x33ED; &#13293; | 14日 |
| ㏮   | U+33EE  | -          | &#x33EE; &#13294; | 15日 |
| ㏯   | U+33EF  | -          | &#x33EF; &#13295; | 16日 |
| ㏰   | U+33F0  | -          | &#x33F0; &#13296; | 17日 |
| ㏱   | U+33F1  | -          | &#x33F1; &#13297; | 18日 |
| ㏲   | U+33F2  | -          | &#x33F2; &#13298; | 19日 |
| ㏳   | U+33F3  | -          | &#x33F3; &#13299; | 20日 |
| ㏴   | U+33F4  | -          | &#x33F4; &#13300; | 21日 |
| ㏵   | U+33F5  | -          | &#x33F5; &#13301; | 22日 |
| ㏶   | U+33F6  | -          | &#x33F6; &#13302; | 23日 |
| ㏷   | U+33F7  | -          | &#x33F7; &#13303; | 24日 |
| ㏸   | U+33F8  | -          | &#x33F8; &#13304; | 25日 |
| ㏹   | U+33F9  | -          | &#x33F9; &#13305; | 26日 |
| ㏺   | U+33FA  | -          | &#x33FA; &#13306; | 27日 |
| ㏻   | U+33FB  | -          | &#x33FB; &#13307; | 28日 |
| ㏼   | U+33FC  | -          | &#x33FC; &#13308; | 29日 |
| ㏽   | U+33FD  | -          | &#x33FD; &#13309; | 30日 |
| ㏾   | U+33FE  | -          | &#x33FE; &#13310; | 31日 |